# Shonny Vanlandingham
Pour les articles homonymes, voir Vanlandingham.
Shonny Vanlandingham, née le 29 mai 1969 à Durango dans le Colorado aux États-Unis, est une triathlète américaine, championne du monde de Xterra Triathlon en 2010. Elle pratique également le VTT entre 2000 et 2007.

## Biographie
Shonny Vanlandingham pratique de nombreux sports dans sa jeunesse comme le basket ball et le hand ball où elle fait partie de l'équipe nationale, avant de devenir professionnelle en vélo tout terrain, puis en cross triathlon. Elle remporte le championnat du monde de Xterra Triathlon en 2010 à l'âge de 41 ans après avoir terminé cinq fois consécutivement dans le « Top 10 », du championnat. Elle bat à cette occasion la triple championne du monde et tenante du titre, la Britannique Julie Dibens.

## Palmarès en triathlon
Le tableau présente les résultats les plus significatifs (podium) obtenus sur le circuit international de triathlon depuis 2008,.
| Année | Compétition                             | Pays        | Position           | Temps           |
| ----- | --------------------------------------- | ----------- | ------------------ | --------------- |
| 2013  | Xterra Beaver Creek                     | États-Unis  | Médaille d'or      | Timing          |
| 2012  | Xterra Japon                            | Japon       | Médaille d'or      | 2 h 52 min 22 s |
| 2012  | Xterra Beaver Creek                     | États-Unis  | Médaille d'or      | Timing          |
| 2011  | Championnat du monde de triathlon cross | États-Unis  | Médaille d'argent  | 1 h 43 min 25 s |
| 2011  | Xterra Mexique                          | Mexique     | Médaille d'or      | Timing          |
| 2011  | Xterra Saipan                           | États-Unis  | Médaille d'or      | Timing          |
| 2011  | Xterra Philippines                      | Philippines | Médaille d'or      | 2 h 31 min 39 s |
| 2011  | Xterra Europe                           | Allemagne   | Médaille d'argent  | Timing          |
| 2010  | Championnat du monde Xterra - Maui      | États-Unis  | Médaille d'or      | 2 h 58 min 20 s |
| 2010  | Xterra Côte Sud-Est                     | États-Unis  | Médaille d'or      | 2 h 28 min 2 s  |
| 2010  | Xterra Brésil                           | Brésil      | Médaille d'or      | Timing          |
| 2010  | Xterra Beaver Creek                     | États-Unis  | Médaille d'or      | Timing          |
| 2009  | Xterra Mexique                          | Mexique     | Médaille d'or      | Timing          |
| 2009  | Xterra Beaver Creek                     | États-Unis  | Médaille d'or      | Timing          |
| 2008  | Championnat du monde Xterra - Maui      | États-Unis  | Médaille de bronze | 3 h 10 min 49 s |

## Palmarès en VTT
- 2007
  -  Championne des États-Unis de cross-country marathon